# Banc d'essais de Vitry

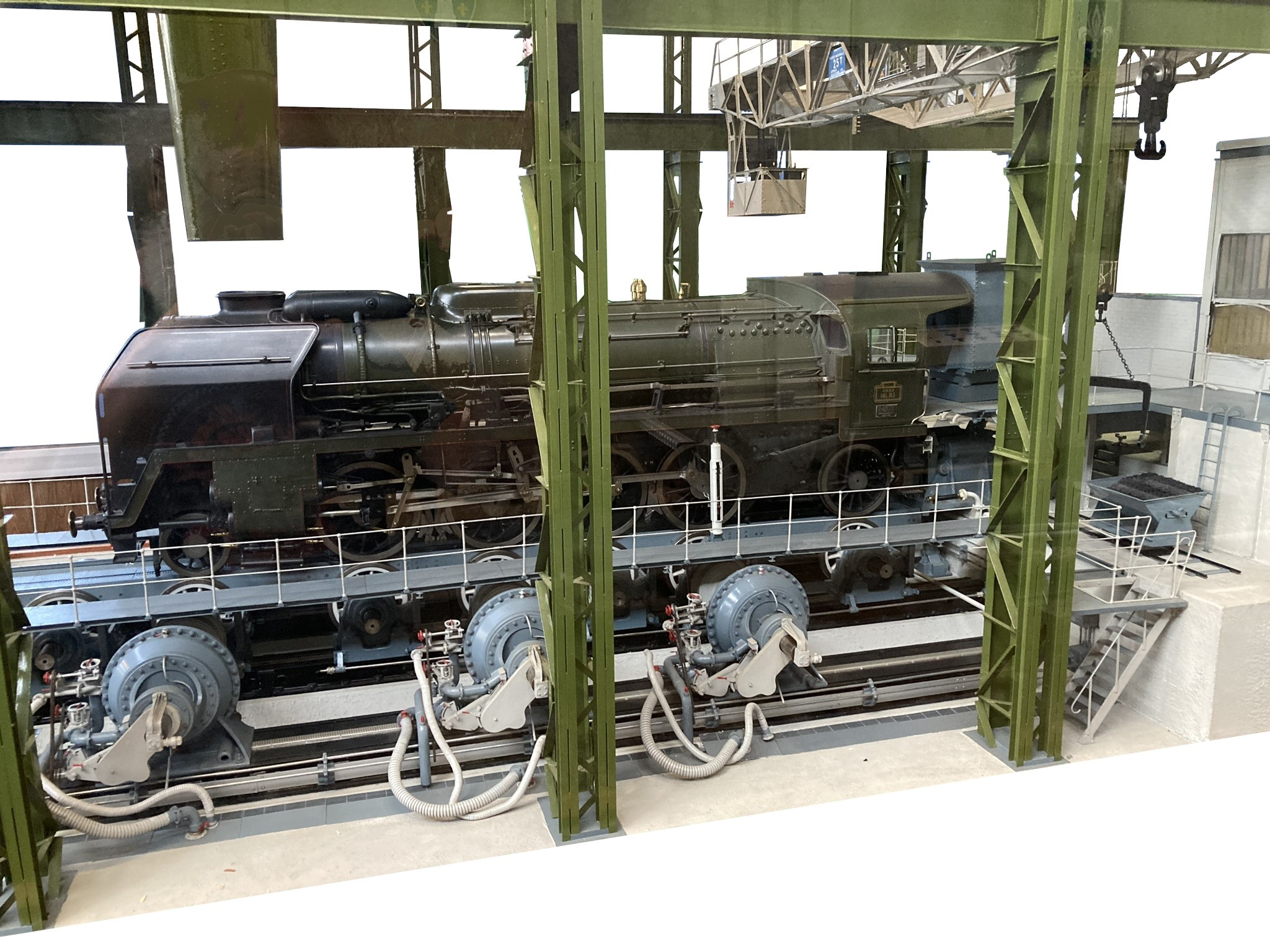
Maquette à l'échelle du 1/10 du banc d'essais de Vitry exposée au Cité du train de Mulhouse

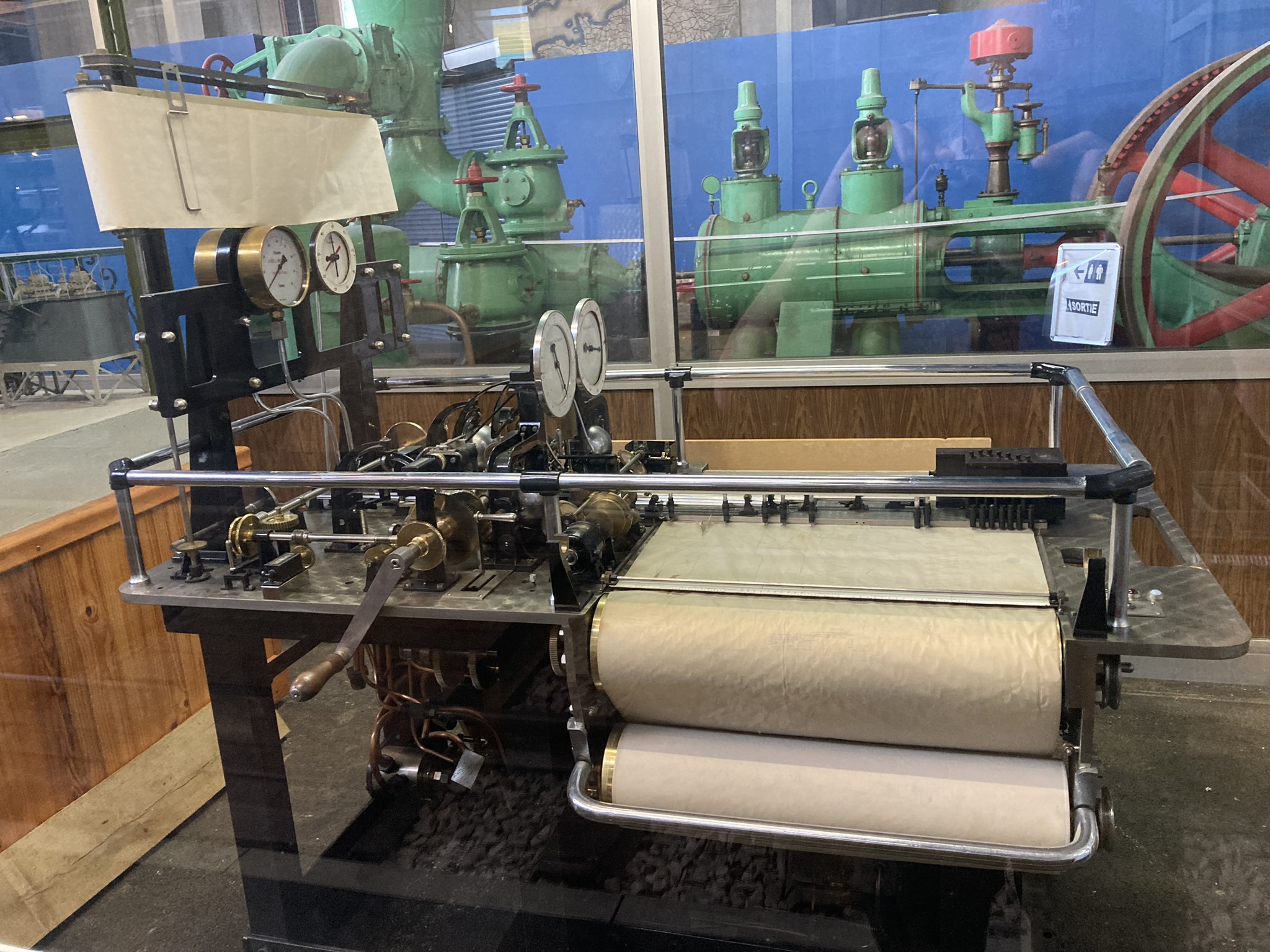
La table d'appareillage du banc d'essai, sur laquelle les données sont enregistrées sur un rouleau de papier en mouvement continu.

Le banc d'essais de Vitry était un banc d'essais de locomotive à vapeur créé en 1933 par l'OCEM à Vitry-sur-Seine. Il fut ensuite exploité par la SNCF.
La mesure des performances d'un engin réel a toujours été la préoccupation des industriels et des exploitants, soit pour évaluer les différences avec les valeurs estimées à la conception, soit pour mesurer l'impact de modifications, par exemple. Les essais en ligne des locomotives à vapeur à l'aide de voiture dynamométrique et de locomotive-frein étaient onéreux et soulevaient toujours le problème insurmontable des conditions exactes d'environnement et de la répétabilité des essais. D'où la réalisation de ce banc d'essais qui permettait de contrôler parfaitement à poste fixe les conditions et les paramètres de fonctionnement des locomotives. Le principe était voisin de celui du banc à rouleaux utilisé en automobile.

## Principe
La locomotive en essai est placée sur des rouleaux et attelée à un point fixe. Il y a autant de rouleaux que d'essieux moteurs et chacun est accouplé à un frein hydrodynamique Froude. Ces freins destinés à absorber la puissance développée par la machine permettent par exemple la tenue d'une vitesse constante. L'effort de traction est mesuré par un dynamomètre placé entre la barre d'attelage de la locomotive et un point fixe du bâti de construction du banc.
On peut ainsi mesurer directement, l'effort de traction et l'espace fictif parcouru (rotation des roues) pour un temps donné : par le calcul, on obtient la vitesse, le travail et la puissance développés par la locomotive en essai. De plus d'autres paramètres sont mesurés comme : les températures et pressions, l'opacité des fumées et la consommation en eau et combustible.
Si dès le début  de sa mise en service, le banc d'essais de Vitry pouvait également accueillir des essais de locomotive diesel et d'autorail, il fut modernisé à la fin des années 1950 pour accueillir également des essais de locomotive électrique.

## Caractéristiques
Construit sur un massif de béton de plus de 1000 tonnes, le support des rouleaux et des freins s'étendait sur 24 mètres. Il y avait 8 rouleaux dont la position longitudinale était réglable (au mm près) pour se positionner à l'aplomb de chaque essieu de la locomotive. Chaque rouleau de 1,3 m de diamètre pouvait supporter une charge de 30 tonnes et la vitesse maximale autorisée était de 800 tr/min (soit l'équivalent de 196 km/h). Les rouleaux sous les essieux porteurs restaient passifs alors que les rouleaux sous les essieux moteurs étaient freinés. Le maximum d'essieux moteurs possible était de 6.
L'ensemble des 6 freins Froude, absorbeurs d'énergie, étaient capables de supporter une puissance globale de l'ordre de 8 400 kW ce qui indique quelle était la limite de puissance des engins accueillis.

## Historique
Sur ce principe, mais avec des caractéristiques plus limitées, il existait déjà les bancs d'essais d'Altoona du Pennsylvania Railroad (1904), de Swindon (1904) en Angleterre et de Grunewald (1930) en Allemagne. Lors de son ouverture Vitry devint le banc le plus puissant et le plus perfectionné au niveau mondial. Sir Nigel Gresley y envoya pour essais plusieurs de ses locomotives et n'eut de cesse de défendre l'idée d'un banc comparable en Angleterre : c'est ainsi que naquit le centre de Rugby mis en service en 1948.
Il fut inauguré le 27 juillet 1933. Depuis sa création jusqu'à son démantèlement à la fin des années 1990, plus d'une centaine de locomotives françaises (et quelques rares étrangères) furent testées sur le banc d'essais de Vitry. C'est à partir de 1958 qu'il fut essentiellement destiné aux essais de motrices électriques et de quelques automoteurs et autorails.
Cette installation technique remarquable aurait pu faire partie du patrimoine historique de la SNCF, mais il n'en reste rien aujourd'hui hormis une maquette à l'échelle du 1/10 à la Cité du train de Mulhouse. Notons néanmoins qu'il existe encore à Vitry, depuis les années 1960, un département d'essais ainsi que des ateliers SNCF et que c'est en 1999 qu'y fut créée l'Agence d'essais ferroviaires (AEF) de la SNCF  traitant essentiellement du freinage, des structures et du confort des véhicules.